# Glimpse of the Garden
Glimpse of the Garden is een experimentele korte film uit 1957 geregisseerd door Marie Menken. De film laat opnames van verschillende planten en bloemen in een tuin zien en terwijl het beeld zich door de tuin heen en weer beweegt hoor je vogels fluiten. De film is in 2007 in het National Film Registry opgenomen ter conservatie.